# Volley Treviso 2000-2001

La festa della Sisley Treviso per il quinto scudetto

## Risultati ottenuti

### In Italia
- Serie A1: vince in finale contro l'Asystel Milano
- Coppa Italia: perde in finale contro la Lube Banca Marche Macerata
- Supercoppa Italiana: vince in finale contro la Ford per il Bambino Gesù Roma

### In Europa
- European Champions League: perde in finale contro il Paris Volley